# (38703) 2000 QR72
2000 QR72 (asteroide 38703) é um asteroide da cintura principal. Possui uma excentricidade de 0.19851380 e uma inclinação de 5.70273º.
Este asteroide foi descoberto no dia 24 de agosto de 2000 por LINEAR em Socorro.